# Edisons 1962

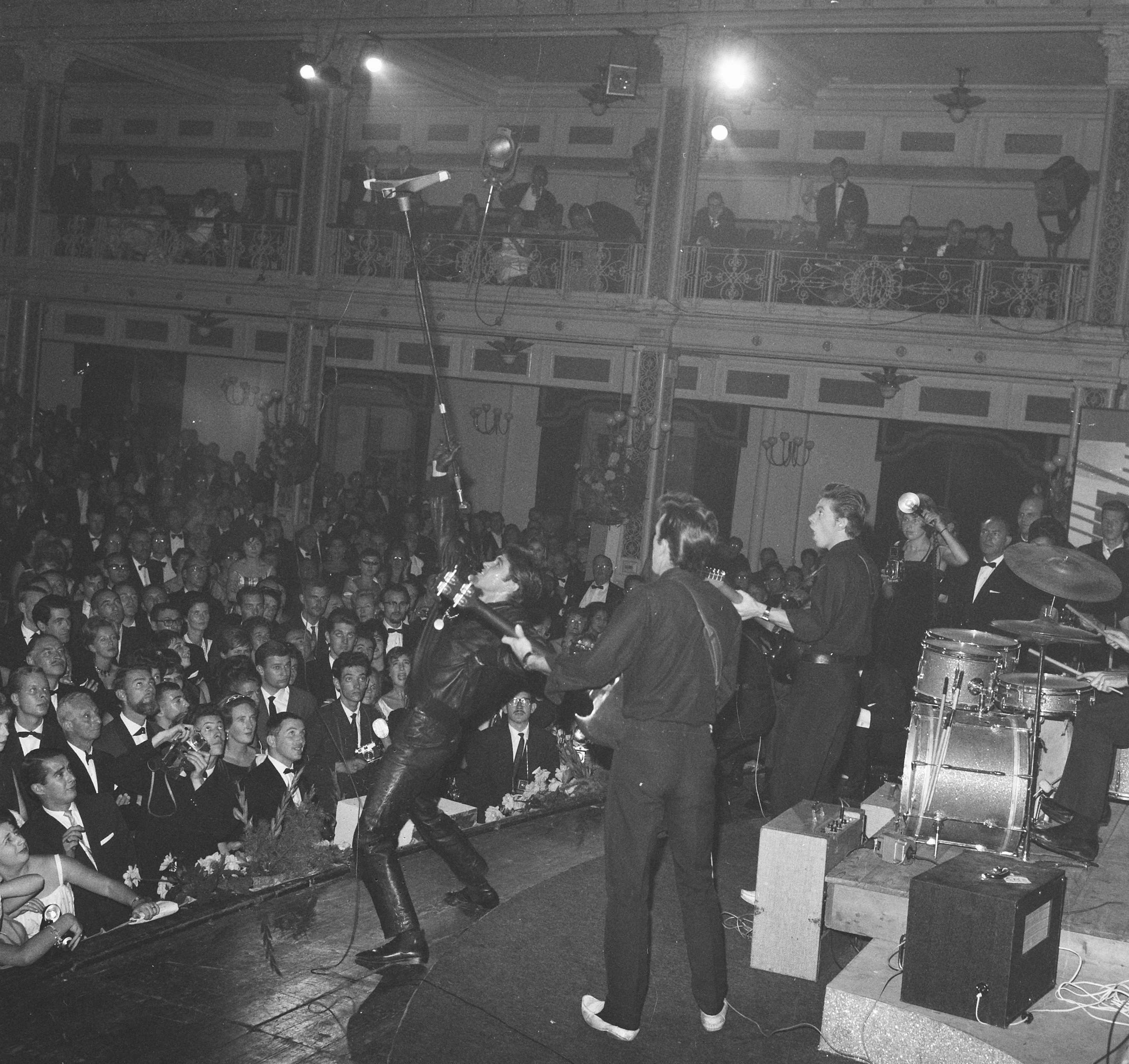
Optreden van Vince Taylor & The Playboys

De  Edisons van 1962 werden traditioneel uitgereikt tijdens het derde Grand Gala du Disque, dat plaatsvond op zaterdag 29 september 1962 in het Kurhaus in Scheveningen. Wim Sonneveld nam voor de tweede keer de presentatie voor zijn rekening. Willem Duys was verantwoordelijk voor de productie.
De avond daarvoor, op vrijdag 28 september 1962, waren in het Concertgebouw in Amsterdam de klassieke Edisons uitgereikt.
Ook dit jaar waren er weer een aantal relletjes. De Brits-Franse zanger Vince Taylor dreigde op de uitzenddag tot twee keer toe met z'n vertrek omdat hij niet tevreden was over de plek die hij in het programma had gekregen. Uiteindelijk slaagde Willem Duys er in om hem op andere gedachten te brengen.
Het programma liet een bonte stoet van artiesten zien, van wie slechts een paar een Edison kregen. Onder de optredende artiesten waren onder meer Vera Lynn, Les Compagnons de la chanson, Conny Froboess en de Nederlandse cast van de musical My Fair Lady (waarin Wim Sonneveld een van de hoofdrollen speelde).
Voor het eerst had de Edison-jury aandacht voor rock-n-roll of teenagermuziek, met zelfs een aparte categorie (Beste teenagermuziek), hoewel die categorie alleen voor internationale artiesten gold.
Het Grand Gala diende als opening voor een promotiemaand voor de grammofoonplaat. Onderdeel van de campagne was een speciale premieplaat, met daarop bijdragen van Wim Kan en een gesprek tussen Wim Sonneveld en Godfried Bomans.

## Winnaars
Internationaal

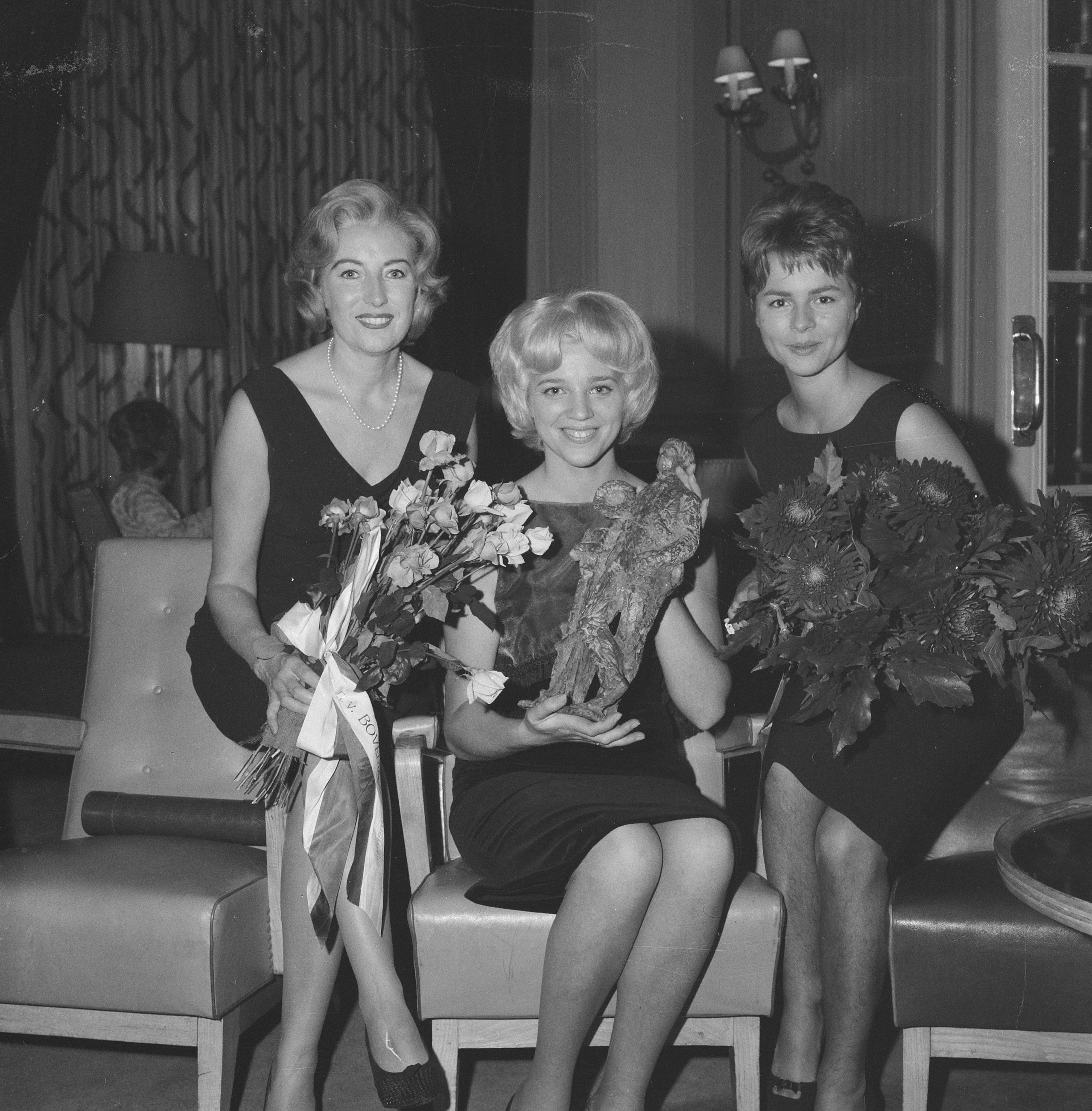
Vera Lynn. Ellen Craamer en Conny Froboess

- Vocaal: Ella Fitzgerald voor Ella Sings the Harold Arlen Songbook (Andere bronnen vermelden Ella Swings Gently with Nelson als onderscheiden album)
- Jazz: Oscar Peterson voor The Sound of the Trio (Het persbericht vermeldde destijds een foutieve titel van het album, namelijk The Trio Live From Chicago)
- Teenagermuziek: Cliff Richard voor Cliff Sings for the Young Ones
- Teenagermuziek: Brenda Lee voor Sincerely
- Franse chanson: Jacques Brel voor Jacques Brel

Nationaal
- Cabaret: Jules de Corte voor Liedjes die eigenlijk niet mogen
- Vocaal: Ellen Craamer voor Middellandse Zee
- Instrumentaal: Ad van den Hoed Combo voor Too Close for Comfort
- Jeugd: Jean Dulieu voor Paulus de Boskabouter
- The Diamond Five voor Poll Winners Jazz

In vergelijking met 1961 werd één Edison minder uitgereikt, namelijk die in de categorie voor gesproken woord.
1960 · 1961 · 1962 · 1963 · 1964 · 1965 · 1966 · 1967 · 1968 · 1969 · 1970 · 1971 · 1972 · 1973 · 1974 · 1975 · 1976 · 1977 · 1978 · 1979 · 1980 · 1981 · 1982 · 1983 · 1984 · 1985 · 1986 · 1987 · 1988 · 1989 · 1990 · 1991 · 1992 · 1993 · 1994 · 1995 · 1996 · 1997 · 1998 · 1999 · 2000 · 2001 · 2002 · 2003 · 2004 · 2005 · 2006 · 2007 · 2008 · 2009 · 2010 · 2011 · 2012 · 2013 · 2014 · 2015 · 2016 · 2017 · 2018 · 2019 · 2020 · 2021 · 2022 · 2023 · 2024